# Flip It Like Disick
Flip It Like Disick es una serie de telerrealidad estadounidense que se transmite por E!. La serie debutó el 4 de agosto de 2019 y sigue a Scott Disick y su equipo mientras renuevan casas de lujo en el área metropolitana de Los Ángeles.  El equipo de Disick está formado por su mejor amigo y socio comercial Benny Luciano, el agente inmobiliario Kozet Luciano (la esposa de Benny), la asistente de Disick Lindsay Diamond, el contratista Miki Mor y la cantante pop y diseñadora de interiores Willa Ford. La primera temporada tuvo numerosas estrellas invitadas, incluyendo a Steve Aoki, Kris Jenner y Sofia Richie. Originalmente, el programa se titulaba «Royally Flipped».

## Episodios
| Temporada | Temporada | Episodios | Episodios | Emisión original    | Emisión original         |
| Temporada | Temporada | Episodios | Episodios | Primera emisión     | Última emisión           |
| --------- | --------- | --------- | --------- | ------------------- | ------------------------ |
|           | 1         | 8         | 8         | 4 de agosto de 2019 | 29 de septiembre de 2019 |